# Pisarna ponoči (Hopper)
Pisarna ponoči je slika olje na platnu iz leta 1940 ameriškega realističnega slikarja Edwarda Hopperja. Je v lasti Walker Art Center v Minneapolisu v Minnesoti, ki ga je kupil leta 1948.
Na sliki je upodobljena pisarna, v kateri sedita privlačna mlada ženska v modri obleki s kratkimi rokavi, ki stoji pri odprti kartotečni omari in nekoliko starejši moški, morda v zgodnjih srednjih letih. Oblečen je v tridelno obleko in sedi za mizo. Narava pisarne ni jasna - prav tako lahko bi bila pisarna odvetnika, računovodje ali majhnega podjetja. Hopperjevo sliko Pisarna ponoči je kopiral scenograf za predstavo Carol Burnett za komedijski skeč z gospodom Tudballom in gospo Wiggins, ki ju igrata Tim Conway in Carol Burnett.

## Interpretacija
Več namigov zagotavlja kontekst. Visok kot, iz katerega gledalec gleda navzdol na pisarno, namiguje, da gledalec morda gleda noter z mimovozečega dvignjenega vlaka. Pravzaprav je Hopper pozneje obvestil Normana A. Geskeja, kustosa Walker Art Centera, ki je sliko kupil leta 1948, da je bila zamisel za sliko »verjetno prva nakazana med številnimi vožnjami z vlakom 'L' v New Yorku po temi. Utrinki pisarniške notranjosti, ki so bili tako bežni, da so v mojih mislih pustili sveže in žive vtise.« To torej ni prestižna pisarna - dejstvo, ki je okrepljeno z nerodno rombasto obliko prostora in majhnostjo moškega mize. Še manjša miza, na kateri je pisalni stroj, lahko pripada ženski. To pomeni, da je morda njegova tajnica.
Še vedno pa je to kotna pisarna, kar nakazuje, da je v njihovi majhni organizaciji to najprestižnejši razpoložljiv prostor in da je torej moški morda vodja ali šef.
Kot na mnogih drugih slikah Hopper prikazuje gibanje s pomočjo zavese, ki jo piha veter. Na tej sliki se obroček na dnu vrvice na senčilih zavihti navzven, potem ko je senčilo odpihnil sunek vetra – verjetno kot odziv na navzkrižni vetrič, ki ga povzroči mimoidoči vlak.
Sunek pojasnjuje še dve stvari. Prvič, na tleh poleg mize je list papirja, ki ga je verjetno pravkar odpihnilo z mize, saj je pritegnil ženski pogled. Drugič, veter je obleko tesno razpihal okoli njenih nog in razkril njeno pohotno postavo neznancem na vlaku - ne pa tudi moškemu, ki pozorno strmi v drug dokument.
Obstaja spolna interpretacija odnosa med dvema posameznikoma. Tako kot v številnih Hopperjevih delih, kot sta Večerni veter (1921) in Poletje (1943), se zdi, da premikanje zaves ali žaluzij simbolizira čustveno ali fizično vznemirjenje. Nasprotno pa brezvoljne zavese na drugih Hopperjevih slikah, kot sta Eleven A.M. (1926) in Hotel ob železnici (1952) se zdi, da nakazujeta čustveno stagnacijo ali nezmožnost povezovanja.
En kritik piše: »Čeprav je soba močno osvetljena, slutimo, da se dogaja nekaj nenavadnega. Poleg odnosa med obema figurama napeto razpoloženje izhaja iz okoliščine, da očitno ob tej pozni uri brskata po zaupnem gradivu, iščeta določen dokument, ki ga še ni bilo mogoče najti.« Intenzivna koncentracija moškega nakazuje, da je zadeva zanj kritična – ni se potrudil sleči jakne kljub temu, da je dovolj toplo, da so vsa okna odprta, in zdi se, da ni opazil vetra, zaradi katerega je list padel na tla.
Drugi kritik ugotavlja: »Na tej sliki Hopper ponuja več namigov za pripoved kot običajno. Na levi strani mize je kos papirja, ki ga je ženska pravkar videla. Predpostavljamo, da ko ta pohotna ženska seže po papirju,bo dejanje vzbudilo moškega. Na zadnjo steno je Hopper narisal del umetne svetlobe, ki posledično dramatizira točko, kjer bosta moški in ženska medsebojno sodelovala.« To je zagotovo ena možnost, druga možnost pa je interpretirati to sliko kot eno od serije izgubljenih priložnosti. Morda se bo ženska sklonila in, tako kot ženska v spalni srajci, ki jo vidimo sklanjati v Nočnih oknih (1928), voajerističnim tujcem na dvignjeni železnici razkrije svojo zaželenost, ki jo njen moški spremljevalec še vedno ne opazi in ne ceni.
Zgodnji predlagani naslovi za sliko so bili Soba 1005 in Zaupno tvoja, kar je krepilo idejo, da obstaja globlja povezava med moškim in žensko ali da skupaj delata na zadevi, ki vključuje visoko stopnjo zaupanja med njima. Na koncu se je Hopper zadovoljil z bolj dvoumnim naslovom, Pisarna ponoči.
Kot v drugih nočnih prizorih je moral Hopper realistično poustvariti kompleksnost sobe, osvetljene z več prekrivajočimi se viri različne svetlosti. Tako v tej sliki kot v Ponočnjakih je njegovo obvladovanje tega problema ključ do njegovega uspeha. V Pisarni ponoči svetloba prihaja iz treh virov: stropne luči, svetilke na moški mizi, ki oddaja majhno lužo močne svetlobe, in ulične luči, ki sveti v odprto okno na desni strani. Hopper je poročal, da je prekrivanje svetlobe s stropne napeljave in svetlobe z zunanjosti povzročilo posebne tehnične težave, saj so od njega zahtevale uporabo različnih odtenkov bele, da bi predstavil idejo o stopnjah sence. Natančen pregled vogala za žensko razkrije šibko senco, ki jo meče v šibki svetlobi stropne napeljave, ki jo skoraj izgubi ostro vrezana senca omarice za spise v močnejši svetlobi ulične svetilke.

## Zgodovina

### Navdih in ustvarjanje
Konec decembra 1939 in v začetku januarja 1940 je Edward Hopper preživel ustvarjalno sušno obdobje. V tem času se je glede na zapise v dnevniku, ki ga je vodila njegova žena Josephine ('Jo'), ukvarjal z branjem knjige francoskega pesnika in esejista Paula Valéryja.
25. januarja sta se Edward in Jo na Joino vztrajanje udeležila razstave italijanskih mojstrov v Muzeju moderne umetnosti. Join dnevnik zapisuje, da je njuno pozornost pritegnilo predvsem Botticellijevo Rojstvo Venere iz 15. stoletja, ki si ga je ogledala pred njuno poroko v njegovem domu v Uffiziju. Edward je pred tem videl le fotografije slike. Bila je navdušena nad sliko, medtem ko jo je Edward zavrnil kot "samo še eno sliko lepega dekleta" - zaničujoča karakterizacija, zaradi katere je njegova biografinja, Gail Levin, sklenila, da je ta komentar izdal »nekaj globljega vznemirjenja.«
Naslednji večer je Edward izjavil (kot pravi Levin), »da mora iti ven, da 'meditira' novo sliko«. Zdi se, da je njegovo potovanje po mestu vključevalo potovanje z dvignjenim vlakom. Dan za tem, 27. januarja, je opravil še eno potovanje, da bi kupil platno, kar je nakazalo, da si je zamislil novo sliko in bo kmalu pripravljen začeti. Join dnevnik za ta datum ugotavlja, da »ima črno-belo risbo moškega za pisalno mizo v pisarni in dekleta na levi strani sobe ter učinek osvetlitve.«
Sledilo je več skic, ko je Hopper prilagodil sliko na papirju, da se je bolj ujemala z njegovo vizijo. Kot je bila njegova praksa, mu je Jo služil kot model za žensko postavo. Njeni dnevniški zapisi 1. februarja,
E. ima svojo novo sliko narisano z ogljem. Počne stvari brez konca priprav – imel je 2 svetlo dodelani skici z barvicami. Zdi se, da išče zamude za začetek platna. To je poslovna pisarna s starejšim moškim za mizo in tajnico, žensko, ki išče v omari za spise. Nocoj bom pozirala enako v ozkem krilu – kratkem, da se vidijo noge. Lepo, da imam dobre noge in nove nogavice.
Edward je vsak dan delal na sliki, »dokler ni bila skoraj trda tema.« Do 19. februarja je platno napredovalo do te mere, da je Jo opazila: »Vsak dan ne vidim, kako lahko E. doda še eno potezo.« — ampak tudi, da so njegove spremembe naredile »to sliko ... bolj otipljivo - ne sitno ... zmanjšano na bistveno ... tako realizirano.«
22. februarja so dokončano sliko odnesli v galerijo, kjer so predlagali različne naslove. Pomočnik galeristke je predlagal: »Vljudno vaš; Soba 1506.« Hopper je sam predlagal »Time and Half for Over Time, Etc.« Nadaljnja predlagana imena, izpeljana iz teh, je nekaj dni kasneje zabeležila Jo v njen in Edwardov dnevnik njegovih slik.